# Manehat
Manehat (deutsch „vier Männer“) ist ein osttimoresischer Ort und Suco im Verwaltungsamt Barique (Gemeinde Manatuto).

## Der Ort
Der Ort Manehat liegt im Zentrum des Sucos, auf einer Meereshöhe von 653 m. Hier befindet sich die Grundschule des Sucos, die Escola Primaria Manehat. Außerdem gibt es hier eine medizinische Station.

## Der Suco
In Manehat leben 774 Einwohner (2022), davon sind 403 Männer und 371 Frauen. Im Suco gibt es 139 Haushalte. Über 99 % der Einwohner geben Tetum Terik als ihre Muttersprache an.
Vor der Gebietsreform 2015 hatte Manehat eine Fläche von 103,08 km². Nun sind es 101,86 km². Der Suco liegt im Westen des Verwaltungsamts Barique. Im Nordosten befindet sich der Suco Barique, im Osten der Suco Fatuwaque und im Südosten der Suco Uma Boco. Im Nordwesten liegt das Verwaltungsamt Soibada mit seinen Sucos Leo-Hat und Samoro. Jenseits des Flusses Sáhen liegt das Verwaltungsamt Fatuberlio (Gemeinde Manufahi) mit seinem Suco Clacuc. Im Grenzgebiet zu Fatuwaque entspringt der Fluss Lianura, der zunächst nach Fatuwaque fließt, dann aber sich mit dem aus Manehat kommenden Quec zum Laniara vereinigt, der den Grenzfluss zwischen Manehat und Uma Boco bildet. Der Laniara mündet schließlich in den Sáhen. Der Motana entspringt im Grenzgebiet zwischen Manehat und Leo-Hat und mündet im Sáhen. Der Ribeira Culacao entspringt im Nordosten von Manehat und folgt dann grob der Grenze zwischen den Sucos Fatuwaque und Barique bis zu seiner Mündung in den Dilor. Der Nabaonada entspringt am Nordrand von Manehat und fließt entlang der Grenze zwischen den Sucos Leo-Hat und Barique. Er mündet in den Buco, einem weiteren Nebenfluss des Dilors.
Von Südost nach Nordwest führt die Überlandstraße von Uma Boco in Richtung der Gemeindehauptstadt Manatuto durch den Suco. An ihr liegen alle größeren Ortschaften Manehats. Dies sind Isadan, Fatobalon, Manehat, Nu-Ahuc (Nuahuc) und Dambua Hun (Dambohum). Auch Isadan verfügt über eine Grundschule.
Im Suco befinden sich die drei Aldeias Dambua Hun, Isadan und Nu-Ahuc.

## Politik
Bei den Wahlen von 2004/2005 wurde João Baptista zum Chefe de Suco gewählt. Bei den Wahlen 2009 gewann Sebastião da Costa und 2016 José Pinheiro Baptista.